# Platja de la Nova Mar Bella
La platja de la Nova Mar Bella és una platja situada a Barcelona al districte de Sant Martí. Juntament amb la platja de la Mar Bella, es va crear al recuperar la façana litoral de Barcelona amb motiu dels Jocs Olímpics de Barcelona (1992). És una platja força més tranquil·la que algunes altres de la ciutat.
Limita pel seu extrem nord-est amb l'espigó que la separa de la platja de Llevant i pel seu extrem sud-oest amb l'espigó de Bac de Roda, que la separa de la platja de la Mar Bella. Té una longitud de 265 m i una amplada mitjana de 45 m, de sorra de gra gruixut i un pendent d'entrada a l'aigua molt fort.
L'Agència Catalana de l'Aigua efectua un control setmanal de la qualitat de l'aigua, durant la temporada de bany, amb el resultat d'excel·lent. Està guardonada amb la Bandera Blava, que reconeix internacionalment la qualitat de l'aigua i serveis. A la platja hi oneja la bandera d'"Ecoplayas"

Platges de Barcelona